# Celso Golmayo Zúpide

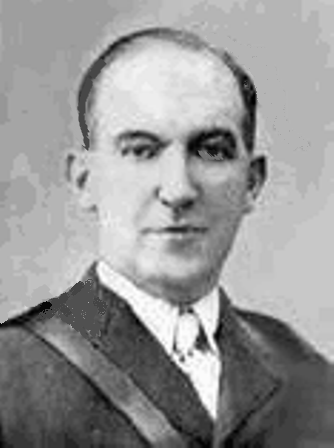
Celso Golmayo y Zúpide, vor 1898

Celso Golmayo y Zúpide (* 24. April 1820 in Logroño; † 1. April 1898 in Havanna) war ein spanisch-kubanischer Schachmeister.
Golmayo galt seit seinem Wettkampferfolg über Félix Sicre im Jahr 1862 anerkanntermaßen als kubanischer Landesmeister. Er nahm im Jahr 1867 in Paris an einem der ersten internationalen Turniere in der Schachgeschichte teil, das von Ignaz von Kolisch gewonnen wurde. Golmayo teilte Platz 7 und 8. 
Golmayo spielte 1864 in Havanna mehrere Partien gegen Paul Morphy, darunter Blindpartien und Vorgabepartien (Morphy gab einen Springer vor), in deren Summe Golmayo 3:2 gewann. 1867 verlor Golmayo einen Wettkampf gegen Gustav Neumann in Paris mit 0:3; Golmayo spielte zahlreiche Wettkämpfe in Havanna: Er unterlag Wilhelm Steinitz in zwei Wettkämpfen 2:9 im Jahr 1883 und 0:5 im Jahr 1888. Zwei Matche gegen Andrés Clemente Vázquez: 7:0 und 7:4 (in den Jahren 1887 und 1890) gewann er, drei Wettkämpfe mit George Henry Mackenzie 3 : 6 und 0.5 : 5.5 im Jahr 1887, und 4.5 : 7.5 im Jahr 1888 verlor er. 1891 verlor er gegen Joseph Henry Blackburne 4 : 6 und 1893 gegen Emanuel Lasker mit 0.5 : 2.5.
Seine höchste historische Elo-Zahl (2612) erreichte er im Alter von 74 Jahren.
Celso Golmayo y Zúpide war der Vater von Celso Golmayo y de la Torriente und Manuel Golmayo y de la Torriente.